# 良寨乡
良寨乡，是中华人民共和国广西壮族自治区柳州市融水苗族自治县下辖的一个乡镇级行政单位。

## 行政区划
良寨乡下辖以下地区：
良寨村、大里村、苗坪村、归平村、塘口村、安全村和培洞村。